# 몬티 울리

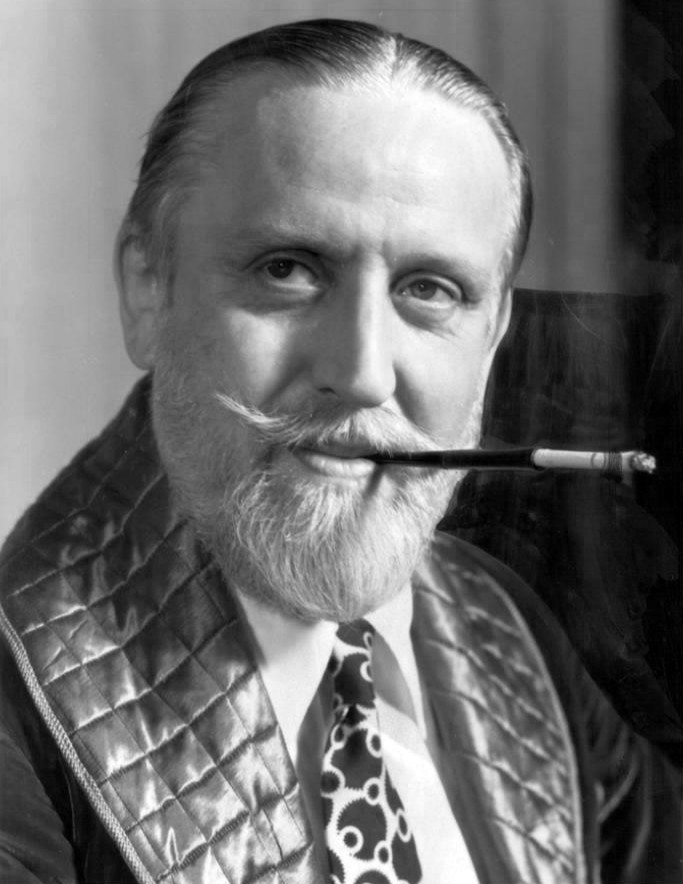

몬티 울리(Monty Woolley, 1888년 8월 17일 ~ 1963년 5월 6일)는 미국의 연극 배우, 영화배우, 텔레비전 배우, 무대 연출가이다.
뉴욕에서 태어났으며 올버니에서 사망하였다. 사인은 심근 경색이다.

## 영화
- 키스밋(영어판) (1955년)
- 비숍스와이프 (1947년)
- 밤과 낮 (1946년)
- 아이리쉬 아이스 알 스마일링 (1944년)
- 님은 가시고 (1944년)
- 만찬에 온 사나이 (1942년)
- 네버 세이 다이 (1939년)
- 더 걸 오브 더 골든 웨스트 (1938년)
- 세 전우 (1938년)